# SEAL Team (jeu vidéo)
Pour la série télévisée, voir SEAL Team.
SEAL Team est un jeu vidéo de type wargame développé et publié par Electronic Arts sur IBM PC en 1993. Il se déroule pendant la guerre du Viêt Nam et met le joueur à la tête d'un commando SEAL des forces spéciales de l'US Navy lors de missions d'infiltration, de reconnaissance ou de destruction. Avant chaque mission, le joueur sélectionne les quatre soldats qui constituent son commando et l'équipement qu'il leur attribue. Les missions se déroulent ensuite en temps réel dans des environnements en trois dimensions que le joueur visualise suivant le point de vue d'un de ses soldats ou en vue du dessus. Le joueur peut donner des ordres  à ses soldats  qui agissent ensuite de manière indépendante. Pour aider son commando à progresser, il peut  faire appel au soutien de l'artillerie ou de l'aviation pour bombarder un objectif ou demander à être secouru ou à être rapatrié,,
Rétrospectivement, le jeu est considéré comme un précurseur des jeux de tactique en temps réel et des jeux de tir tactique comme Tom Clancy's Rainbow Six.

## Accueil
| SEAL Team |      |       |
| Média     | Nat. | Notes |
| Gen4      | FR   | 83 %  |
| Joystick  | FR   | 85 %  |
| Tilt      | FR   | 90 %  |